# نبرد هاپ پو
نبرد هاپپو (انگلیسی: Battle of Happo) یک نبرد دریایی بود که در تاریخ ۷ مه ۱۵۹۲ درگرفت. این نبرد یکی از ۳ عملیات نیروی دریایی چوسان در سال ۱۵۹۲ بود که توسط دریاسالار کره‌ای یی سون شین در خلال تهاجم ژاپن به کره (۱۵۹۸–۱۵۹۲) در برابر نیروهای ژاپنی متعلق به هیده‌یوشی تویوتومی انجام شد. این نبردها، یی سون شین را به یک شخصیت اسطوره‌ای در تاریخ کره مبدل نمود. این نبردِ دریاسالار یی در جهت متوقف نمودن تهاجم ژاپنی‌ها حیاتی بود.